# Åsa Fahlén
Åsa Gunilla Fahlén, ursprungligen Tideström, född 30 september 1967 i Växjö församling, Kronobergs län, är en svensk lärare och fackföreningsledare.
Fahlén är uppväxt i Växjö, men sedan länge bosatt i Göteborg. Hon har arbetat som lärare i samhällskunskap (i historia, hållbarhet och politik) på gymnasiet sedan 1997. Hon var tidigare ledamot av förbundsstyrelsen och har varit vice ordförande för Lärarnas Riksförbund i Göteborg.
Hon var förbundsordförande för Lärarnas Riksförbund från maj 2016 till december 2022. Hon efterträdde Bo Jansson. Efter att Lärarnas Riksförbund slagits ihop med Lärarförbundet för att bilda Sveriges Lärare den 1 januari 2023 delade hon ordförandeskapet med Johanna Jaara Åstrand, där de var ordförande ett halvår vardera. Fahlén ansvarade för perioden 1 augusti 2023 till kongressen i maj 2024. Fahlén och Jaara Åstrand efterträddes i maj 2024 av Anna Olskog.